# ماساشي مييامورا
ماساشي مييامورا (باليابانية: 宮村 正志) (18 فبراير 1969 في طوكيو في اليابان – )؛ هو لاعب كرة قدم ياباني سابق كان يلعب كلاعب وسط.

## وصلات خارجية
- ماساشي مييامورا على موقع رابطة كرة القدم اليابانية للمحترفين (اليابانية)
- ماساشي مييامورا على موقع عالم كرة القدم.نت (الإنجليزية)